# Hřib habrový
Hřib habrový (Boletus carpinaceus Velen. 1939) je jedlá houba z čeledi hřibovitých, která patří do skupiny tzv. pravých hřibů.

## Synonyma
- Boletus carpinaceus Velen.[2] 1939
- Boletus carpinicola Pilát[3] 1967
- Boletus reticulatus f. carpinaceus
- Boletus reticulatus subsp. carpinaceus (Velen.) Hlaváček 1994
- Boletus reticulatus var. carpinaceus

## Taxonomie
Ačkoli byl hřib habrový původně popsán jako samostatný druh, předpokládá se nyní, že jde o formu či varietu hřibu dubového, která roste pod habry.

## Vzhled

### Makroskopický
Klobouk dosahuje 60 - 150 milimetrů, zpočátku je polokulovitý, později ploše klenutý až ploše rozprostřený. Povrch je bledopopelavý, kompaktní, hedvábně lesklý. Ve středu obvykle tmavší.
Rourky jsou 8 - 15 milimetrů dlouhé, utřeně odstávající. Společně s póry jsou zbarvené zprvu bělavě, později žlutozeleně.
Třeň bývá 60 – 120 mm dlouhý a 20 – 40 mm široký, válcovitý, ve spodní polovině silnější. Krom bazální části je zbarven hnědavě jako třeň hřibu borového, jen bez červenavého nádechu. Kryje jej síťka, jejíž oka se směrem k bázi zvětšují.
Dužnina má je bílá, na řezu barevně neměnná. Chuť i vůně jsou stejné jako u hřibu smrkového.

### Mikroskopický
Válcovitě vřetenovité spóry dosahují 14 - 22 × 4 - 4,5 μm, jejich povrch je hladký, barvy světle žlutohnědé

## Výskyt
Roste zřídkavě v habrových lesích. Fruktifikuje od května do září.

## Rozšíření
Přinejmenším do roku 1967 byl hřib habrový znám pouze z území Čech. V současnosti je krom České republiky popsán v dalších evropských zemích jako jsou Chorvatsko, Maďarsko, Rakousko a Slovinsko.

## Záměna
- hřib smrkový (Boletus edulis)
- hřib březový (Boletus betulicola)
- hřib žlučník (Tylopilus phelleus)

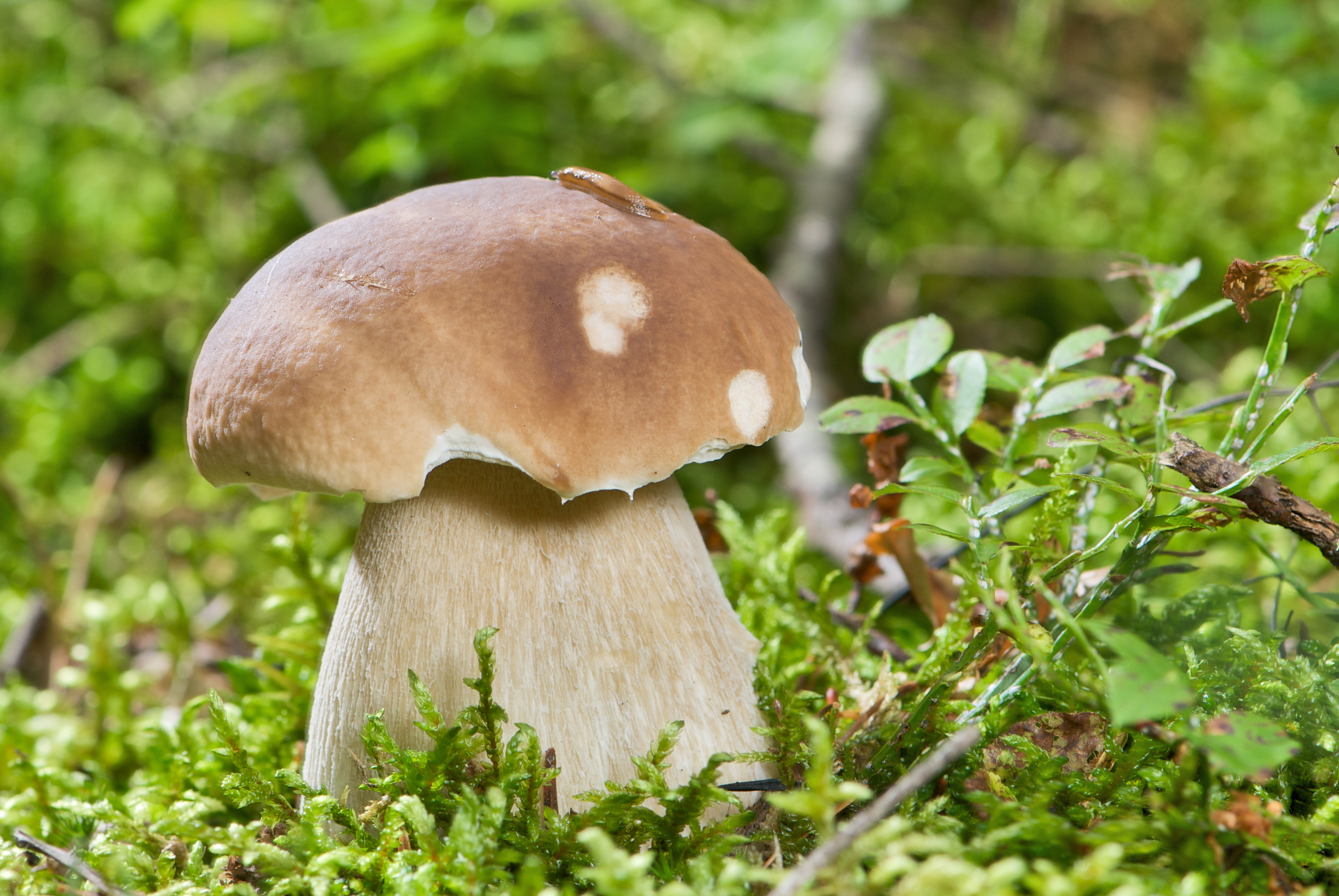
hřib smrkový
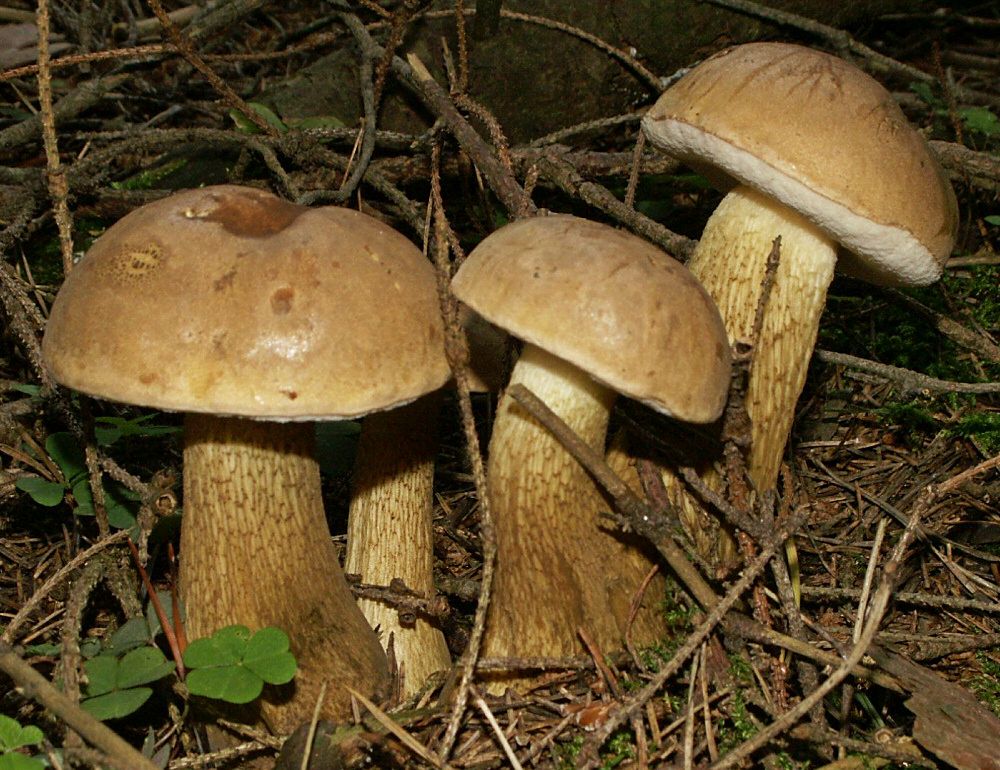
hřib žlučník